# Brennholz
Mit Brennholz oder Feuerholz wird Holz bezeichnet, das zum Heizen oder Kochen genutzt wird.

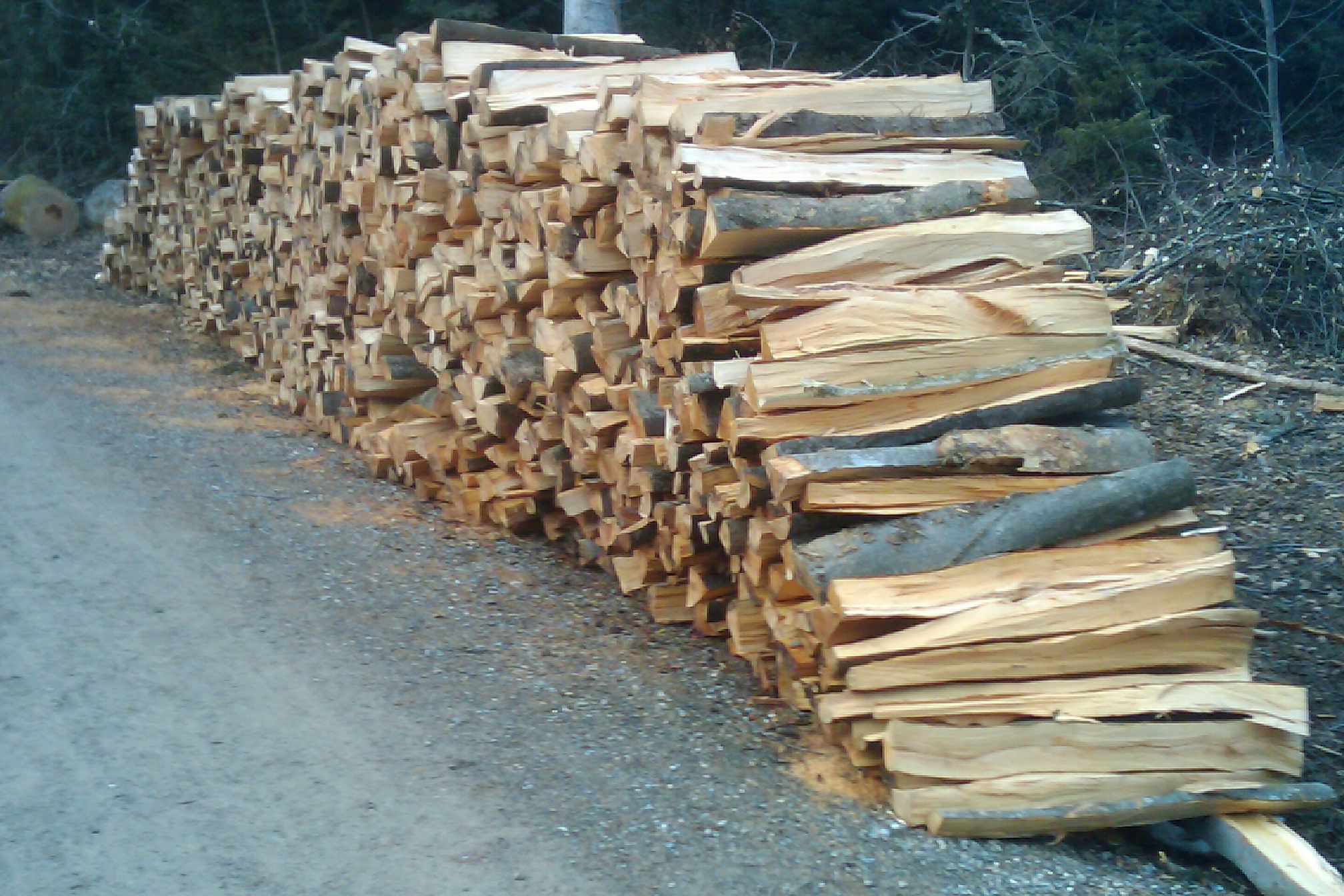
Stückholz als Brennholz vor dem Abtransport

Trockenes Holz wird zur Verbrennung in einem Nutzfeuer verwendet. Es ist der älteste Brennstoff der Menschheit und wird seit etwa 400.000 Jahren genutzt. Während man im 20. Jahrhundert in den Industrieländern von der Brennholznutzung zugunsten von Brennmitteln mit höherer Energiedichte und geringeren Preisen abkam, wird seit Beginn des 21. Jahrhunderts wieder zunehmend Wärme mit Brennholz gewonnen. In Entwicklungsländern wird zum Kochen – zur Vermeidung von Rauch bei offenen Feuerstellen – anstelle von grünem frischem Holz oft von Köhlern hergestellte Holzkohle verwendet.
Brennholz oder Feuerholz sind weitgefasste umgangssprachliche Begriffe für „Energieholz“, welcher der Oberbegriff für die verschiedenen Handelsformen, wie zum Beispiel „Ofenfertiges Stückholz“, „Scheitholz“ und „Brennreisig“ ist. Holzpellets, Hackschnitzel und Holzbriketts bestehen auch aus Holz, werden umgangssprachlich aber nicht Brennholz genannt.
Von zentraler Bedeutung für den Wert von Brennholz ist der Heizwert. Weitere relevante Eigenschaften können die Brenndauer sowie die Optik und der Geruch beim Verbrennen sein.

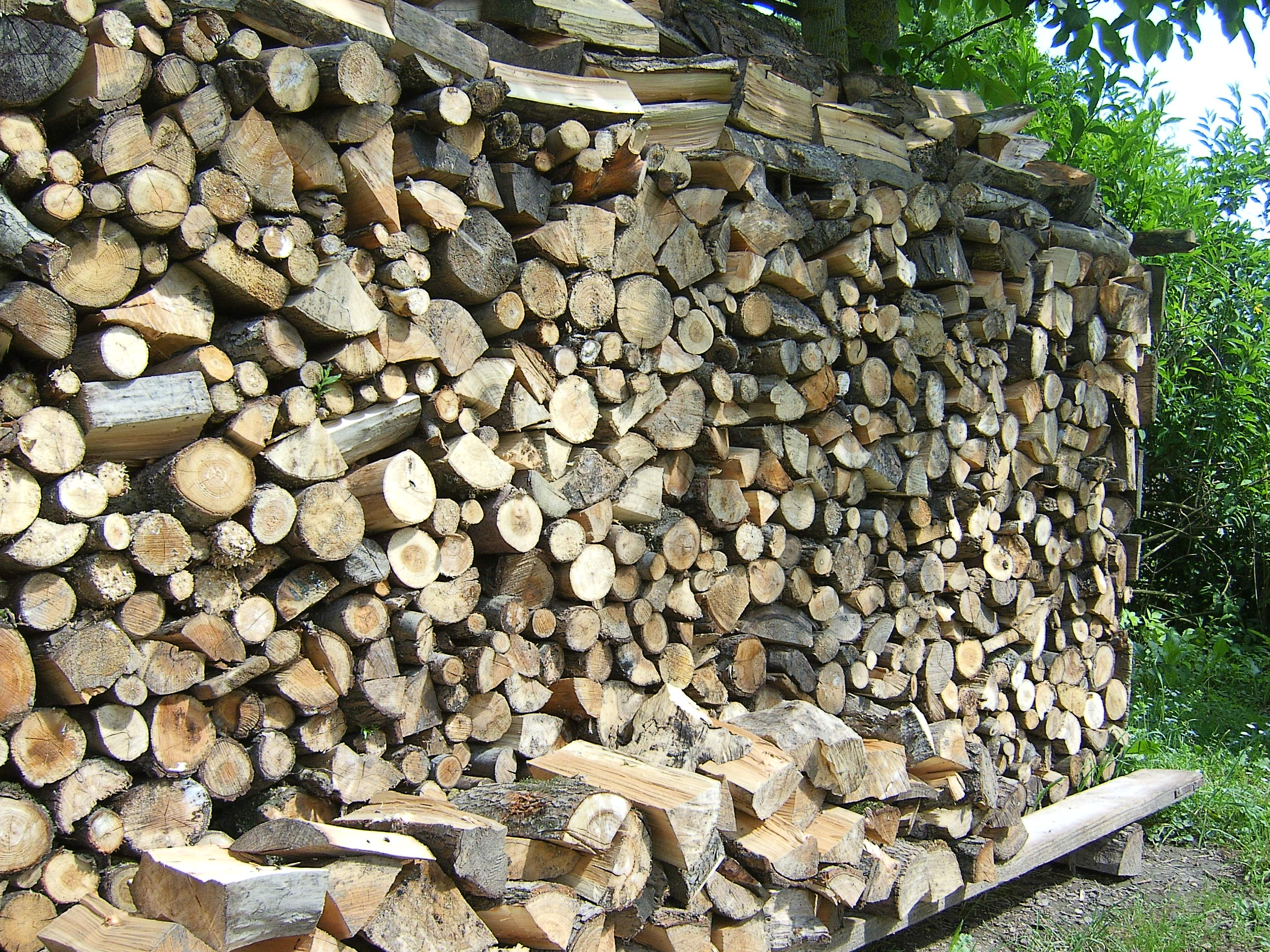
Brennholzstapel

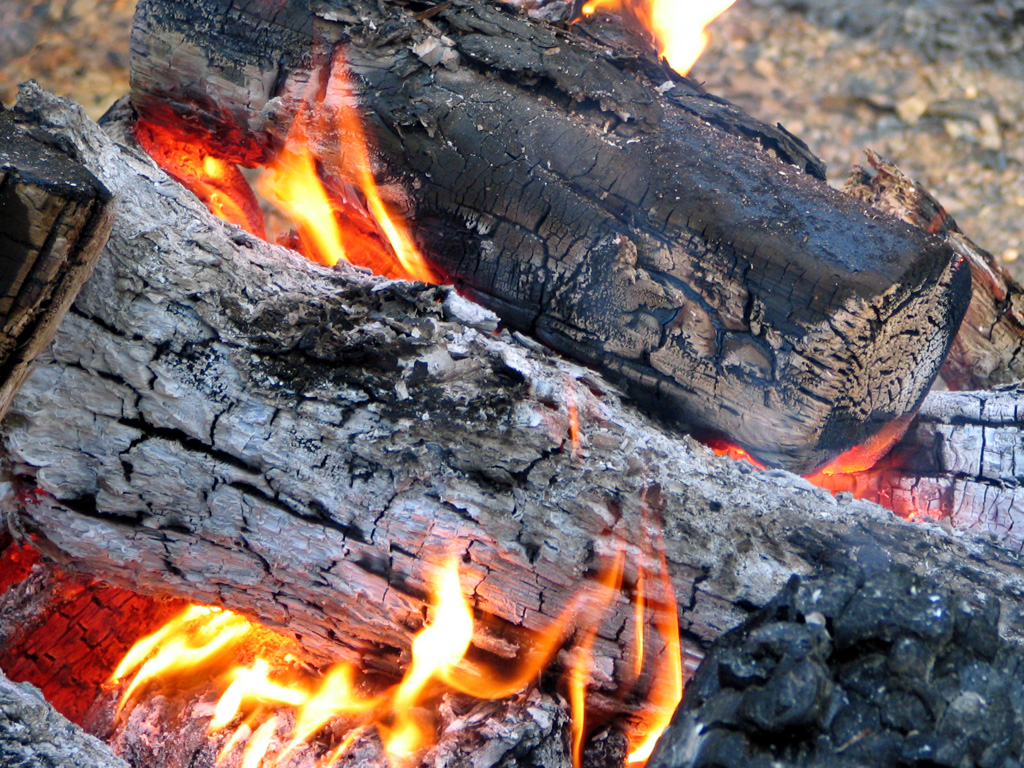
Ungespaltenes Brennholz im offenen Feuer

## Eigenschaften

### Heizwert
Da Holz ein Naturprodukt ist, unterliegt sein Aufbau und seine Zusammensetzung Schwankungen. Das kann sich auch auf den Heizwert pro Masse (zum Beispiel in kWh/kg) oder pro Volumen (zum Beispiel in kWh/Kubikdezimeter) auswirken.
Beim Heizwert pro Masse (kWh/kg oder MWh/t) spielt die unterschiedliche Dichte der Holzarten keine Rolle. Wichtig ist der Wasseranteil, angegeben als Wassergehalt w%.
Der Heizwert von feuchtem Holz ergibt sich wie folgt: Heizwert der im Holz enthaltenen Trockenmasse minus der Energie, die zum Verdampfen des Wasseranteils benötigt wird. Die Verdampfungsenthalpie von Wasser beträgt 0,63 Kilowattstunden pro Kilogramm. Hinzu kommt ein Verlustanteil durch die Wärmekapazität des Wassers und des Dampfes. Dieser hängt von der Abgastemperatur ab. Brennwertkessel gewinnen diese beiden Verlustanteile nahezu vollständig zurück, weil der Dampf weitgehend wieder kondensiert und die Abgastemperatur niedrig ist.
Sehr trockenes Laubholz hat einen Heizwert von etwa 5 kWh/kg. Nadelholz hat einen Heizwert  von etwa 5,2 kWh/kg, weil es mehr Harz enthält als Laubholz.
Biologische Abbauprozesse durch Pilze und Insekten (z. B. durch ungeeignete Lagerung) können bei Brennholz zu einem Verlust von Trockenmasse und Heizwert führen.
| \| 80 % * 5,2 kWh \| − \| 20 % * 0,63 kWh \| = \| 4,03 kWh \| \| \| \| \| \| \| \| Heizwert Trockenmasse \| \| Verdampfungs- Wärme Wasseranteil \| \| praktischer Heizwert \| |   |                                  |   |                      |
| 80 % * 5,2 kWh | − | 20 % * 0,63 kWh                  | = | 4,03 kWh             |
| |   |                                  |   |                      |
| Heizwert Trockenmasse |   | Verdampfungs- Wärme Wasseranteil |   | praktischer Heizwert |

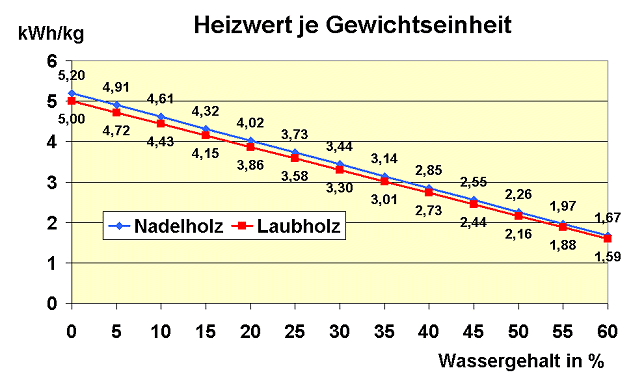
Heizwert pro Masse (Nadelholz/Laubholz) in Abhängigkeit vom Wassergehalt

Die Beispielrechnung zeigt, dass die Abnahme des massebezogenen Heizwertes mit zunehmendem Wasseranteil hauptsächlich auf der Verringerung des Trockenmasseanteils basiert und nur nachrangig auf der zunehmenden Verdampfungsenthalpie des Wassers, die die Energieausbeute beim Verbrennen verringert.
Der Wirkungsgrad der Feuerstätte und deren Eignung, feuchtes Holz zu verfeuern, gehen ebenfalls in die Effizienz ein. Kaminöfen erreichen über 80 Prozent und offene Kamine bis zu 30 Prozent.

### Heizöläquivalent und Energiedichte
Als Heizöläquivalent bezeichnet man die Heizölmenge, die den gleichen Heizwert wie die vorgegebene Brennstoffmenge hat. Da der Brennholz-Heizwert vom Wassergehalt abhängt, muss dieser zu jeder Heizwertangabe mit angegeben werden. „Absolut trockenes“ Holz (= atro) mit 0 Prozent Wassergehalt ist nicht durch natürliche Trocknung, sondern nur durch technische Trocknung erreichbar. Der Endpunkt der natürlichen Trocknung ist der Zustand „lufttrocken = lutro“ mit etwa 15 Prozent Wassergehalt. Das Heizöläquivalent kann benutzt werden, wenn man den Holzeinkauf mit den Kosten der äquivalenten Heizölmenge vergleichen will. Zu beachten ist dabei allerdings, dass der Heizwert je Raummeter (Rm) einer Holzart eine starke Schwankungsbreite besitzt, die aus der Schwankungsbreite der Holzdichte und der Schwankungsbreite des Umrechnungsfaktors Festmeter (Fm, m³) nach Raummeter resultiert. Untenstehende Tabelle enthält den Mittelwert des Heizwertes je Raummeter einer Holzart.
| Holzart lufttrocken | Heizwert (in kWh/kg) | Heizwert (in MJ/kg) | Heizwert (in MWh/Rm) | Rohdichte (in kg/dm³) | Handelsdichte (in kg/Rm) |
| ------------------- | -------------------- | ------------------- | -------------------- | --------------------- | ------------------------ |
| Buche, Esche        | 4,2                  | 15                  | 2,0                  | 0,74                  | 480                      |
| Eiche               | 4,2                  | 15                  | 2,0                  | 0,69                  | 470                      |
| Birke               | 4,2                  | 15                  | 1,9                  | 0,68                  | 450                      |
| Lärche              | 4,3                  | 15,5                | 1,8                  | 0,58                  | 420                      |
| Kiefer              | 4,3                  | 15,5                | 1,6                  | 0,51                  | 360                      |
| Fichte              | 4,3                  | 15,5                | 1,4                  | 0,44                  | 330                      |
| Heizöl              | 12                   | 43                  | 10                   | 0,84                  | 840                      |
| Braunkohlebriketts  | 5,3                  | 19                  | 2,2                  | 0,60                  |                          |

Ein Raummeter trockenes Laubholz ersetzt etwa 200 Liter Heizöl oder 200 m³ Erdgas. Nadelhölzer haben dagegen einen leicht höheren Heizwert je Gewichtseinheit, nehmen aber aufgrund ihrer geringeren Massedichte mehr Raum ein und brennen schneller ab.

### Anzünden
Anzündhilfen sind trockene Holzspäne, Zweige, Fidibus (Zündhilfe), Kohlenanzünder (Trockenspiritus) oder mit Paraffin getränkte Holzwolle. Aufgrund der schlechten Wärmeleitfähigkeit des Holzes, verbunden mit dem dadurch schnellen Erreichen des Flammpunktes des Holzes beziehungsweise ausgasender Holzbestandsteile (Terpene bei Nadelholz, ätherische Öle bei Birken- oder Buchenholz, Wachsdampf bei Zündhilfen) entzünden sich die Spanhölzer schnell und setzen in der Folge gröbere Scheithölzer in Brand.
Werden die Scheithölzer oben auf die Zündhilfe geschichtet, kommt es eventuell zu einer unvollständigen Verbrennung, bei der aus dem Scheitholz ausgasende Holzbestandteile unverbrannt den Schornstein verlassen. Wird das Feuer auf den dicken Scheithölzern entfacht, dann werden deren ausgasende flüchtige organische Verbindungen durch die Brandzone geleitet, was zu vollständigerer Verbrennung führt und es werden daher weniger Schadstoffe emittiert. Letztere Variante wird empfohlen, um Rauch- und Rußemission zu verringern.
Dazu wird mehr Anzündmaterial benötigt.

### Verbrennung
Die Holzverbrennung ist ein zweistufiger Vorgang mit Holzvergasung als erstem und Oxidation von Gasen und Holzkohle als zweitem Teilprozess.
Bei der Verbrennung von Holz laufen folgende Teilprozesse
zum Teil gleichzeitig und zum Teil nacheinander ab:
- Erwärmung des Brennstoffs durch Rückstrahlung von Wärme aus Flamme, Glutbett und Feuerraumwänden sowie infolge Durchströmung mit heißem Abgas
- Verdampfung leichtflüchtiger Holzbestandteile (Terpene und so weiter)
- Trocknung durch Verdampfung und Abtransport des Wassers (ab 100 °C)
- Zersetzung des Holzes durch Temperatureinwirkung (ab 250 °C)
- Vergasung des Holzes mit Primärluft zu Gasen und festem Kohlenstoff (ab 250 °C)
- Oxidation der brennbaren Bestandteile zu Kohlenstoffoxiden (Kohlenmonoxid und Kohlendioxid) und Wasser bei Temperaturen ab 700 °C bis rund 1500 °C (maximal rund 2000 °C)
- Wärmeabgabe der Flamme an die umgebenden Wände und den neu zugeführten Brennstoff

Alle trocknenden und verdampfenden Vorgänge führen zur Temperaturverminderung der Flamme beziehungsweise des Abgases, das heißt zur Heizwertverminderung des Brennstoffes.
In einer Holzfeuerung erfolgt die Freisetzung dieser Stoffe durch Vergasung des Holzes (bei Luftmangel, das heißt Verbrennungsluftverhältnis Lambda < 1) im Glutbett. Dazu wird „Primärluft“ zugeführt. Bei der Erwärmung werden 80 bis 90 Gewichtsprozent der trockenen Holzmasse als Gase freigesetzt. In erster Linie sind das Kohlenmonoxid (CO), Wasserstoff (H2) und Kohlenwasserstoffe (CmHn). Der restliche Feststoffanteil bleibt als Asche zurück, setzt sich als Ruß ab oder wird in Form von Partikeln an die Umwelt abgegeben.
Anschließend werden die Gase mit Verbrennungsluft vermischt und in der Brennkammer in einer langen Flamme verbrannt. Für den Ausbrand der Gase wird in der Regel „Sekundärluft“ zugeführt. Da die Gase in einer langen Flamme ausbrennen, wird Holz als langflammiger Brennstoff bezeichnet. Die Holzkohle im Glutbett brennt dagegen langsam und mit geringer Flammenbildung ab (unter Bildung von mehr Kohlenmonoxid im Abgas).
Öfen „mit oberem Abbrand“ können austretende Gase eher abkühlen und unvollständig verbrennen, bei Öfen „mit unterem Abbrand“ werden die Gase durch das Glutbett geführt, dadurch intensiver erhitzt und vollständiger oxidiert.

## Holzarten

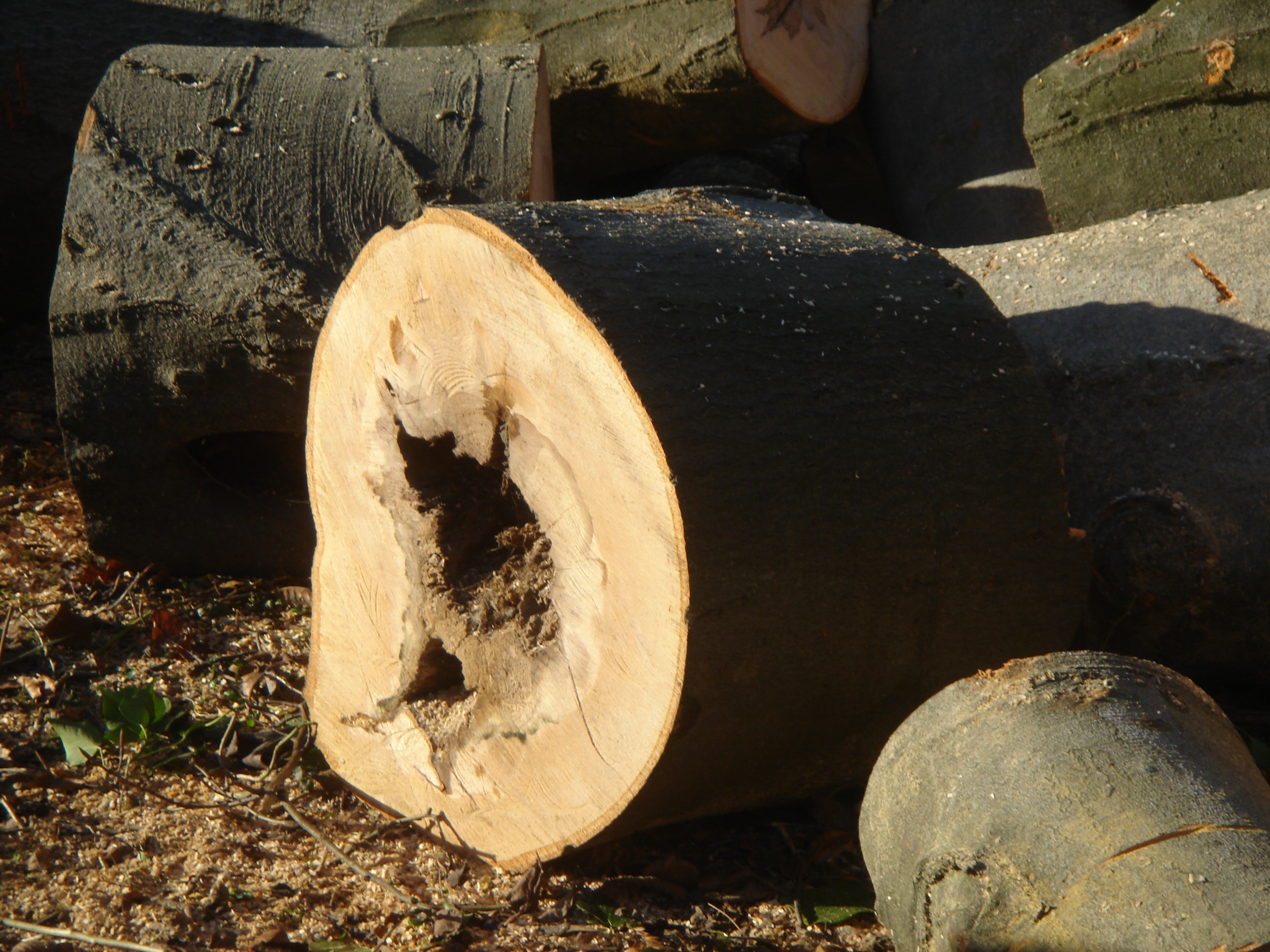
Buchenholz ist ein beliebtes Brennholz

Zu Heizzwecken finden verschiedene Holzarten Verwendung. Zu unterscheiden ist hauptsächlich nach Heizwert, Brenndauer und Nutzungskomfort (Flammenbild, Geruch).
Pro Volumen (Raummeter) haben Laub- sowie Harthölzer einen deutlich höheren Heizwert als Laubweichhölzer oder Nadelhölzer. Pro Gewicht liegt aber der Heizwert von Nadelholz etwas über dem von Hartholz. Nadelholz brennt schneller und unter Entwicklung höherer Temperaturen ab als Hartholz. Das ist im Wesentlichen im höheren Harzgehalt begründet.
Für Heizzwecke ist meist eine kontinuierliche Wärmeentwicklung erwünscht. Vor allem die Verbrennungstechnik entscheidet darüber, welche Holzarten sich jeweils besser eignen. In modernen Holzvergaserkesseln zur reinen Wärmegewinnung können durch die hochtemperaturige Verbrennung alle Brennholzarten ohne Einschränkung optimal genutzt werden.
Für offene Kamine oder Kaminöfen eignen sich alle Laubharthölzer sehr gut als Energieträger. Sie brennen langsamer und anhaltender als Nadelholz, bilden aber etwas mehr Asche (Wartung). In größeren Anlagen kommt daher bevorzugt billigeres Nadelholz zum Einsatz.
Für Küchenöfen ist das schneller brennende Nadelholz erwünscht, da es schnell Wärme bereitstellt („Hochheizen“ eines kalten Ofens, direktere Regelung der Kochplattentemperatur). Es ist aber langflammiger und braucht daher mehr Flammraum und höhere Sauerstoffzufuhr. Daher sind Küchenöfen meist gänzlich anders konstruiert als Heizöfen.
Die verschiedenen Holzarten haben bei der Verwendung als Brennholz Vor- und Nachteile:
- Fichte ist ein relativ schnell an- und abbrennendes Holz und eignet sich daher sehr gut zum Anbrennen. Häufig wird es auch in Grundöfen/Vergaserkesseln verwendet. In Europa ist Fichtenwald weit verbreitet und das Holz günstig zu erwerben. Für den offenen Kamin eignet es sich weniger, da aufplatzende Harzblasen zum Spritzen von Glut führen können.
- Tanne brennt ähnlich schnell wie Fichte, verursacht aber durch die geringere Ausprägung von Harzblasen deutlich weniger Funkenflug. Tanne ist das klassische Brennholz des Alpenraums für offene Herdfeuer, ist aber kaum noch sortenrein zu erhalten.
- Kiefer und Lärche sind – bei ähnlichem Brennverhalten – von weitaus besserer Qualität, spielen aber nur regional als Heizmittel eine Rolle.
- Birke wird gerne für offene Kamine verwendet. Auch wenn oft Buche oder Esche an erster Stelle genannt werden, so ist doch Birkenholz ‚das‘ klassische Kaminholz, da es keine Funkenflug-verursachenden Harzblasen bildet und neben seinem schönen Flammenbild (recht hell, bläulich) wegen der (anstelle von harzigen Stoffen) überwiegend enthaltenen ätherischen Öle auch sehr angenehm riecht. Birkenholz brennt zwar etwas schneller ab als Buche oder Esche, aber deutlich langsamer als Nadelhölzer.
- Buche gilt als ein gut geeignetes Kaminholz, da es ein schönes Flammenbild und gute Glutentwicklung aufweist. Zugleich zeigt es nur sehr geringe Funken(spritzer) und hat einen recht hohen Heizwert. Der Brennwert/Heizwert von Buchenholz wird oft als Referenzwert im Vergleich zu anderen Hölzern verwendet. Aufgrund des geschätzten Geruchs und Geschmacks wird zum Räuchern von Lebensmitteln meist Buchenholz verwendet. Buchenholz ist sehr begehrt und liegt daher im oberen Preisbereich. Allerdings ist es oft schwierig, gutes Buchenholz zu bekommen; gesunde Stämme werden meistens für Möbel oder Furniere verwendet. Als Brennholz sind oft nur Kronenholz (mit verhältnismäßig mehr Rinde, also weniger Brennwert und mehr Asche) oder stockige Stämme (mit schlechterem Brennwert) erhältlich.
- Weiß- oder Hainbuche wird oftmals auch Buche genannt, hat aber mit Buchen (Fagaceae) nichts zu tun, sondern gehört zu den Birkengewächsen (Betulaceae). Weißbuche ist auch getrocknet sehr schwer und hat daher, bezogen auf das Volumen, (ebenso wie Eiche) einen besonders hohen Brennwert. Weißbuche hat ein schönes Flammenbild, wenig Funkenspritzer und brennt sehr lange. Es ist besonders schwer zu sägen und zu spalten.
- Eiche ist einsetzbar in allen Öfen (Kachelofen, Kaminofen, Werkstattofen), die tatsächlich der Wärmegewinnung dienen. Für offene Kamine wird es nicht bevorzugt, da es zwar gute Glut, aber kein so schönes Flammenbild entwickelt. Der Heizwert ist noch etwas höher als der von Buche, und die Brenndauer ist sehr lang. Eichenholz enthält relativ viel Gerbsäure, die bei unsachgemäßem Abbrand (zu geringe Luftzufuhr) Abgasrohre angreift (Versottung). Es ist daher für Öfen gut geeignet, jedoch nicht für offene Kamine. Der Gerbstoffgehalt kann verringert werden, wenn das (bereits gespaltene) Holz zunächst im Freien ohne Abdeckung gelagert wird; durch Regen wird ein großer Teil der Gerbstoffe ausgewaschen.
- Roteiche ist eine Baumart, die aus Amerika stammt und die erst vor etwa 250 Jahren in Europa eingeführt wurde. Roteiche ist mit Eiche nur wenig vergleichbar. Als Brennholz ist sie mit Buche vergleichbar. Roteiche ist schwer zu sägen und hat ein sehr hohes Gewicht. Sie lässt sich (bei gerade Stämmen) leicht spalten und sollte mindestens zwei Jahre getrocknet werden.
- Esche hat einen ähnlichen Heizwert wie Buche und entwickelt neben der Birke das schönste Flammenbild. Es ist ähnlich gut geeignet für offene Kamine, da es ebenfalls kaum Funken spritzt. Eschenholz ist hart und zäh (leicht zu spalten aber schwer zu sägen) und dadurch ähnlich hochpreisig wie Buche.
- Ahorn, Robinie und Ulme eignen sich gut als Kaminholz, sind aber auch sonst für alle Ofenarten geeignet. Der Brennwert liegt mit 4,1 kWh/kg etwas unter dem von Buche oder Eiche.
- Linde hat einen niedrigen Brennwert pro Volumeneinheit, aber einen hohen Brennwert pro kg.

Die Laubhölzer Pappel oder Weide sind im Brennverhalten den Nadelhölzern ähnlich (eigentlich noch schlechter), da sie eine ähnlich geringe Energiedichte besitzen und relativ schnell abbrennen. In der Energiewirtschaft ist die Pappel jedoch in Hybridsorten durch ihr enorm rasches Wachstum eine sehr ökonomische Holzart. Sie wird als Hackschnitzel bevorzugt in Großfeueranlagen mit kontrollierter Brennstoffzufuhr genutzt, allerdings nur im Sommer, weil bei hohem Wärmebedarf dieser durch Pappel und Weide nicht erzielt werden kann.

## Handel, Aufarbeitung und Lagerung

### Handelsformen
Holz kann prinzipiell als Frischholz kurz nach dem Schnitt schlagfrisch oder aber trocken gekauft werden. Frisches Holz wird gespalten und mindestens einen, besser zwei Sommer an einem möglichst sonnigen, windigen und trockenen (z. B. abgedeckten) Platz gelagert (siehe #Lagerung). Je höher der Wassergehalt des Gehölzes ist, desto länger muss es lagern, um ohne Rauch- und mit möglichst wenig Rußbildung zu verbrennen.
Handelsformen sind zum Beispiel:

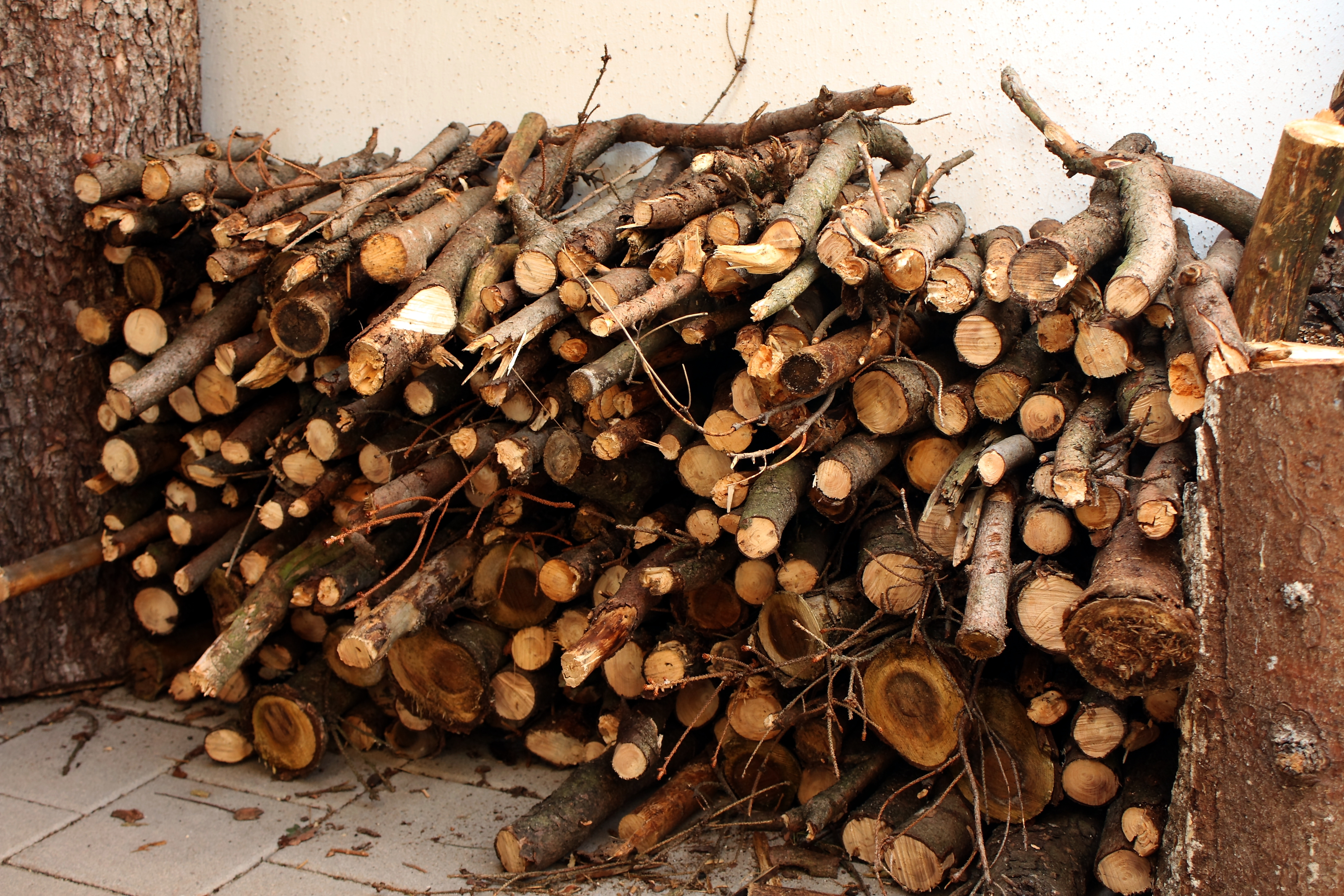
Brennreisig

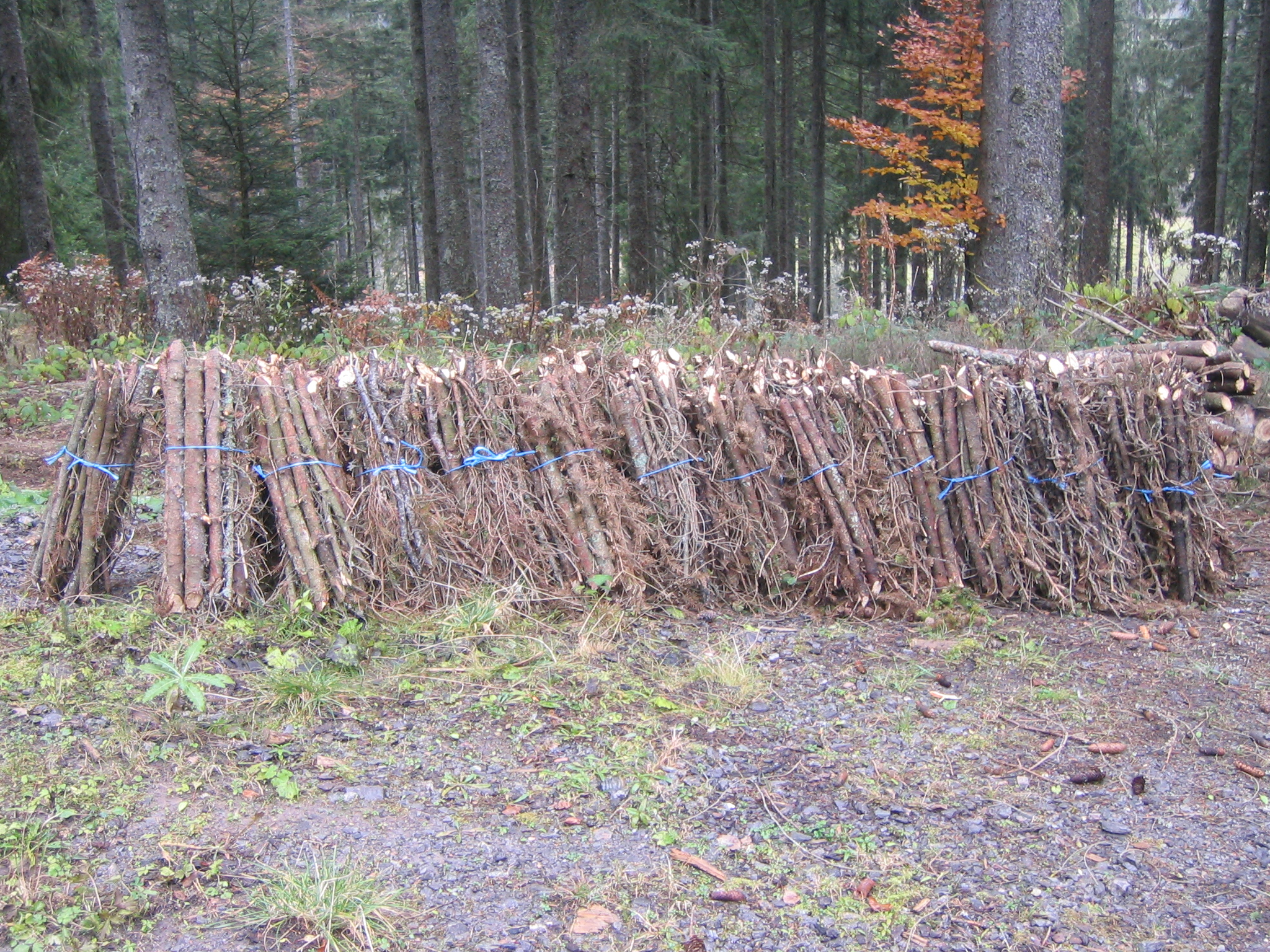
Wellen: Bündel aus Brennreisig

- Rundholz, Blochholz (österr.): abgelängt aber ungespalten
- Spaltholz, Meterscheiter: grob gespalten, etwa einmetrig abgelängt
  - Scheitholz, Brennscheitholz: etwa drittelmetrig abgelängt
  - Stückholz: ofenfertig, halbmetrig (50 cm), drittelmetrig (33 cm) und viertelmetrig (25 cm) abgelängt; es wird auch nur „Brennholz“ genannt, umfasst aber auch Holz zur Holzkohleherstellung
- Brennreisig ist Holz, welches keine Derbholzstärke von 7 cm Durchmesser erreicht (Zweige und Äste)
  - Wellen sind Reisigbündel, die aus einer Mischung von Reisigholz und Stammholz bestehen und in einem Bündel, der Welle, zusammengebunden werden.[7]

### Brennholzmaße
Traditionell wird Brennholz im Raum- oder Volumenmaß gehandelt und verrechnet. Der Heizwert pro Volumen von Brennholz wird von unterschiedlichen Feuchtigkeitswerten viel geringfügiger beeinflusst als bei Maß nach Gewicht. Zudem kann der Endverbraucher das Volumen besser bestimmen als das Gewicht. Gängige Maße im deutschsprachigen Raum sind:
- 1 Festmeter (fm) = 1 m³ Holzmasse ohne Zwischenräume, wird berechnet aus Dicke und Länge der Stämme vor dem Spalten
- 1 Raummeter (rm) oder Ster (st) = 1 m³ aufgeschichtetes Rund- oder Scheitholz mit Zwischenräumen
- 1 Schüttraummeter (srm) = 1 m³ aufgeschüttete Holzscheite (in ofenfertigen Längen von üblicherweise 25 oder 33 cm)

Zur groben Umrechnung am Beispiel Buche kann folgende Tabelle dienen, bei anderen Holzarten ergeben sich geringe Abweichungen:
| Holzart | Festmeter | Raummeter (Rundholz, 100 cm, ungespalten, geschichtet) | Raummeter (Scheite, 100 cm, geschichtet) | Raummeter (Scheite, 33 cm, geschichtet) | Schüttraummeter (Scheite, 33 cm, geschüttet) |
| ------- | --------- | ------------------------------------------------------ | ---------------------------------------- | --------------------------------------- | -------------------------------------------- |
| Buche   | 1,00 fm   | 1,70 rm                                                | 1,98 rm                                  | 1,61 rm                                 | 2,38 srm                                     |
| Buche   | 0,59 fm   | 1,00 rm                                                | 1,17 rm                                  | 0,95 rm                                 | 1,40 srm                                     |
| Buche   | 0,50 fm   | 0,86 rm                                                | 1,00 rm                                  | 0,81 rm                                 | 1,20 srm                                     |
| Buche   | 0,62 fm   | 1,05 rm                                                | 1,23 rm                                  | 1,00 rm                                 | 1,48 srm                                     |
| Buche   | 0,42 fm   | 0,71 rm                                                | 0,83 rm                                  | 0,68 rm                                 | 1,00 srm                                     |

#### Historische Brennholzmaße
Verschiedene Maße für Brennholz waren verbreitet:
Das Klafter Brennholz wurde als 5 Fuß hoch und 5 Fuß breit gerechnet. Als Scheitlänge sollte es 3 Fuß haben. Man nannte es Nürnberger Werkmaß. Unter Berücksichtigung der Trocknung des Holzes war ein Scheit als Übermaß festgelegt. Das Klafter ohne Übermaß hatte 75 Nürnberger Kubikfuß, das waren 2,1066 Steren. Im Würzburger Regierungsblatt vom 6. November 1811 legte der Großherzog dieses Maß fest.
Ein Karren Brennholz in Würzburg war mit 4½ Fuß Breite und 5½ Fuß Höhe festgesetzt. Später war der Karren Brennholz 4 Fuß 19 Zoll nach dem alten Nürnberger Maß breit und hoch. Die Scheitlänge war dann 3 Fuß. Der Karren hatte nun 1,9685 Stere.
Ab 1822 wurde das Brennholz nach dem bayrischen ½ Klafter verkauft. Ein Meßrahmen enthielt 18 bayrische Quadratfuß. Im Königreich Bayern selbst war das Klafter mit 6 × 6 × 3½ Fuß definiert, das waren 3,1325 Steren oder 126 Kubikfuß.
Auch wurde Brennholz nach Faden und Reep ausgemessen. Nach dem Faden wurde mit 6 × 6 × 2 Fuß im lichten Rahmen gemessen. Ergebnis war 72 Kubikfuß oder 1,7442 französische Stere (Stert). Das Reep war größeren Mengen Holz vorbehalten. Die Länge betrug 2½ Fuß, also 2,45 Stert. Auch Grindelein war ein bayerisches Brennholzmaß. Im Brennholzhandel wurde das Klafter oder Meß in Viertel, Achtel und Ecklein (1/16) geteilt. Dem Isenburger Brennholzmaß waren 6 × 6 Schuh und 3½ Fuß Länge zugewiesen. Viele Brennholzmaße unterlagen regionalen Besonderheiten.
In Frankreich gab es die Voie de Paris, die Pariser Fuhre, die Corde, die dem Klafter geglichen hat, mit dem Corde de grand bois, dem Corde de port (Hafenklafter) und dem Corde d’ordonnance.

### Aufarbeitung

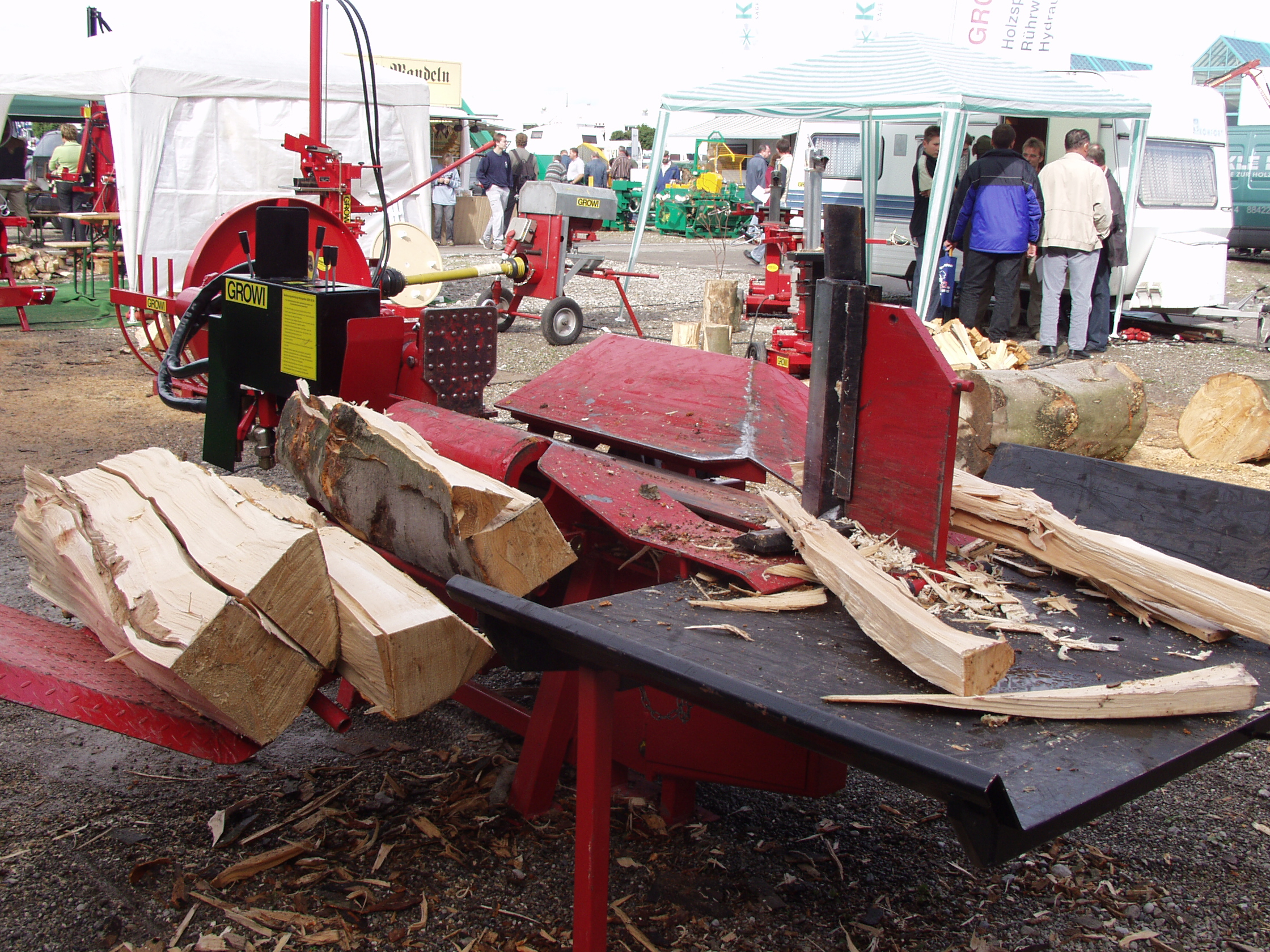
Holzspalter zum maschinellen Zerkleinern von Brennholz

Brennholz kann am besten als Meterholz zu Scheitholz aufgearbeitet werden und wird in dieser Form auch von der Forstwirtschaft angeboten. Ist das Meterholz für den Endverbraucher zu groß, wird es mit einer Säge (vorwiegend einer Wippsäge) auf die gewünschte Länge gebracht.
Das Holz wird ab einer Dicke von etwa 10 cm gespalten, damit dickere Stücke schneller trocknen und nicht im Inneren verfaulen. Zum Spalten kann man eine Axt, aber besser einen Spalthammer oder einen motorgetriebenen Holzspalter benutzen.
Für das Spalten von Brennholz per Hand werden zunächst, zum Beispiel mit der Motorsäge, Baumscheiben von etwa 30 cm abgeschnitten und im feuchten (frisch geschlagenen) Zustand gespalten. Wird das Holz zuerst getrocknet, was wegen der größeren Stücke erheblich länger dauert, ist es bei den meisten Arten sehr viel schwerer spaltbar. Beim Spalten ist es vorteilhaft, das Holz von oben nach unten zu spalten (Krone → Wurzel), weil dadurch weniger Kraft benötigt wird. Ein derber Merksatz lautet: „Das Holz reißt wie der Vogel scheißt.“

### Arbeitssicherheit
Bei der Aufarbeitung von Brennholz ist aus Gründen der Arbeitssicherheit auf die Persönliche Schutzausrüstung (PSA-Forst) zu achten. Diese umfasst zum Beispiel Arbeitshandschuhe, Sicherheitsschuhe, Gehörschutz und Schutzbrille. Beim Einsatz von Motorsägen sind Schnittschutzstiefel und eine Schnittschutzhose der entsprechenden Schutzkategorie anzulegen. Vor allem bei Arbeiten mit der Kreissäge, aber auch beim Holzspalter oder Spalthammer/Spaltaxt besteht ein erhöhtes Risiko für Unfälle. Bei der Verarbeitung anfallender Hartholzstaub (Buche, Eiche) kann krebserzeugende Wirkung haben.

### Lagerung

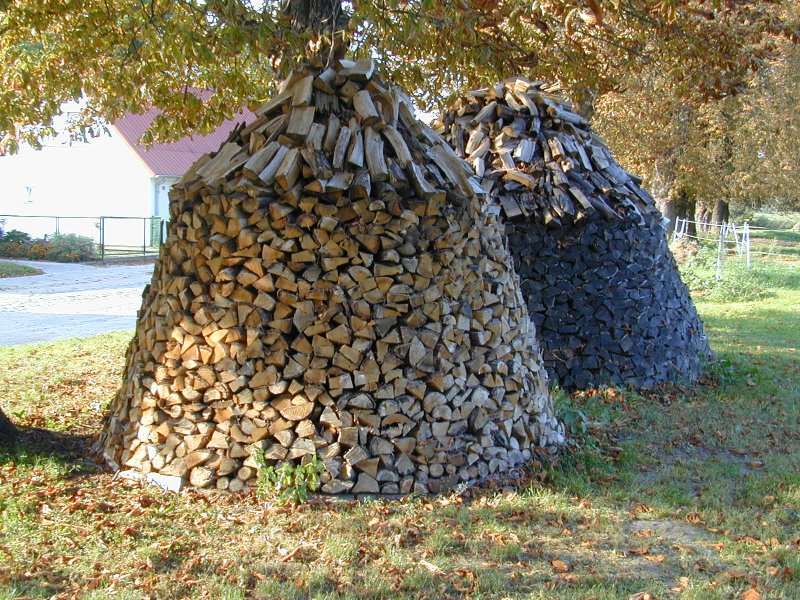
Lagerung von Brennholz in einer Holzmiete

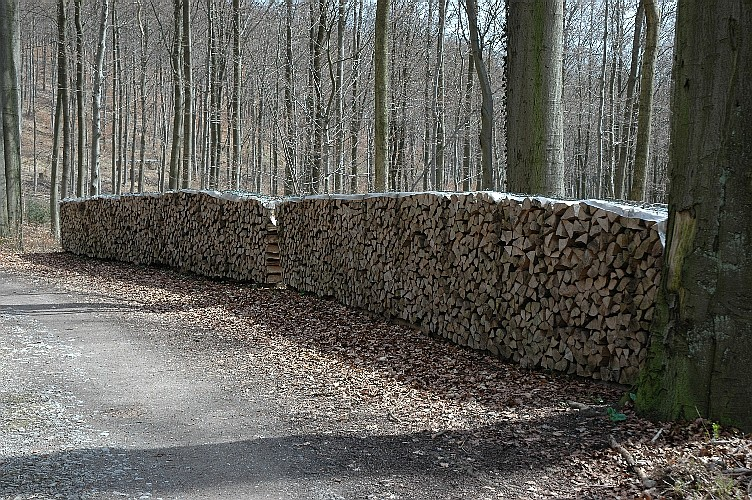
Buchen-Brennholz im Wald aufgearbeitet

Frisch geschlagenes Nadelholz hat eine Holzfeuchte von etwa 55 bis 70 Prozent (Wassergehalt 35 bis 41 Prozent), bei Laubhölzern liegt der Wert zwischen 70 und 100 Prozent (Wassergehalt 41 bis 50 Prozent). Daher sollte die Holzfeuchte durch Lagerung oder technische Trocknung auf den für die Verbrennung von Holz üblichen Restwert von unter 20 Prozent (Wassergehalt < 16 Prozent) gemindert werden. Ausschlaggebend für die Dauer der Trocknungslagerung ist zunächst die Ausgangsfeuchte des Holzes. Diese kann je nach Witterung und Baumart und eventueller Vorlagerung (Stammlagerung im Wald oder auf Rundholzplätzen) variieren. Üblicherweise reicht bei der korrekter Lagerungstrocknung ein Zeitraum von einem Jahr aus. In besonderen trockenen Frühjahren und Sommern werden ofenfertige Trocknungszustände bereits nach ca. 6-monatiger Lagerung erreicht. Die Holzfeuchte kann mit einem Feuchtigkeitssensor geprüft werden.
Die Art der Lagerung – zum Beispiel aufgeschichtet, geschüttet oder im Silo – hängt von der Verarbeitungsform des Brennholzes ab. Bei optimalen Bedingungen für Brennscheitholz (fein gespaltene und nicht zu lange Scheite in abgedeckten, dem Wind offenen Gitterboxen oder Brennholz-Containern im Freien) reichen manchmal auch schon sieben Monate. Sehr gut lagert Brennholz auch im Freien in einer Holzmiete oder unter einem Dach bei gleichzeitig guter Belüftung. Die zum Beispiel in Kellern und Garagen nicht vorhandene Winddurchströmung ist eine entscheidende Voraussetzung für das Trocknen, daher haben die früher üblichen Holzschuppen oft Wände aus Latten mit gewissem Abstand, der die Belüftung ermöglicht. An einer (idealerweise südlichen) Hauswand unter einem Vordach sollte man daher auch mindestens 5 bis 10 cm Abstand zur Hauswand halten.
Die technische Trocknung ermöglicht den Verzicht auf längere Lagerung, sie hat allerdings zum Nachteil, dass sich die Brenneigenschaften gegenüber dem langsam getrockneten Holz verschlechtern. Kammer- oder Trommeltrocknungsanlagen können in etwa einer Woche das Holz, abhängig von der Ausgangsfeuchtigkeit, auf die ideale Feuchte bringen. Um die Energieeffizienz und Wirtschaftlichkeit der Anlagen zu gewährleisten, wird häufig Abwärme anderer Einrichtungen genutzt.

### Sonstiges

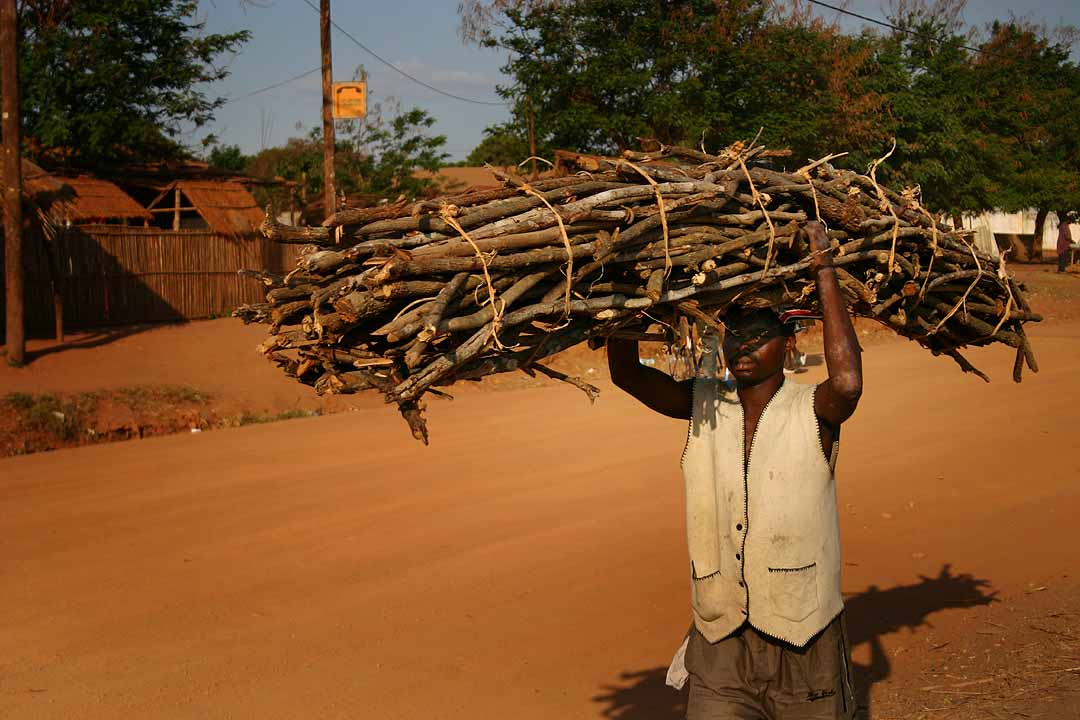
Holzsammler in Mosambik

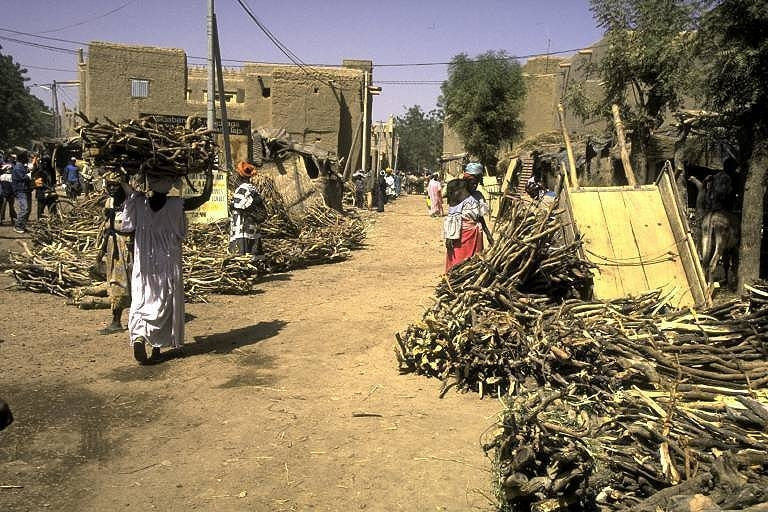
Holzmarkt in Afrika

Die Einheit Kilogramm bekommt im Rahmen moderner Energiewirtschaft, der Hauszustellung auf Palette und in der Verwendung von getrockneten Presslingen (Holzpellets oder Holzbriketts) zunehmend Bedeutung. Beim Gewicht spielt das im Holz enthaltene Wasser (Restfeuchte, Wassergehalt) eine deutlich größere Rolle als beim Raummaß. Ein Kauf nach Gewicht sollte nur in Erwägung gezogen werden, wenn die Möglichkeiten des Wiegens sowie zur labortechnischen Überprüfung der Qualität (Zusammensetzung, Restfeuchte, Wassergehalt) gegeben sind.
Berechnungsgrundlage des Preises ist ab Wald, ab Waldstraße/Forststraße oder ab Lager (Selbstabholung, je nach Zugänglichkeit) oder frei Haus zugestellt, zunehmend aber auch im Einzelhandel, etwa in Baumärkten.
Der Fall eines von der Potsdamer Stadtverwaltung zum Bauwerk erklärten Brennholzstapels wurde überregional bekannt.